# Sammatti

Wappen der ehemaligen Gemeinde Sammatti

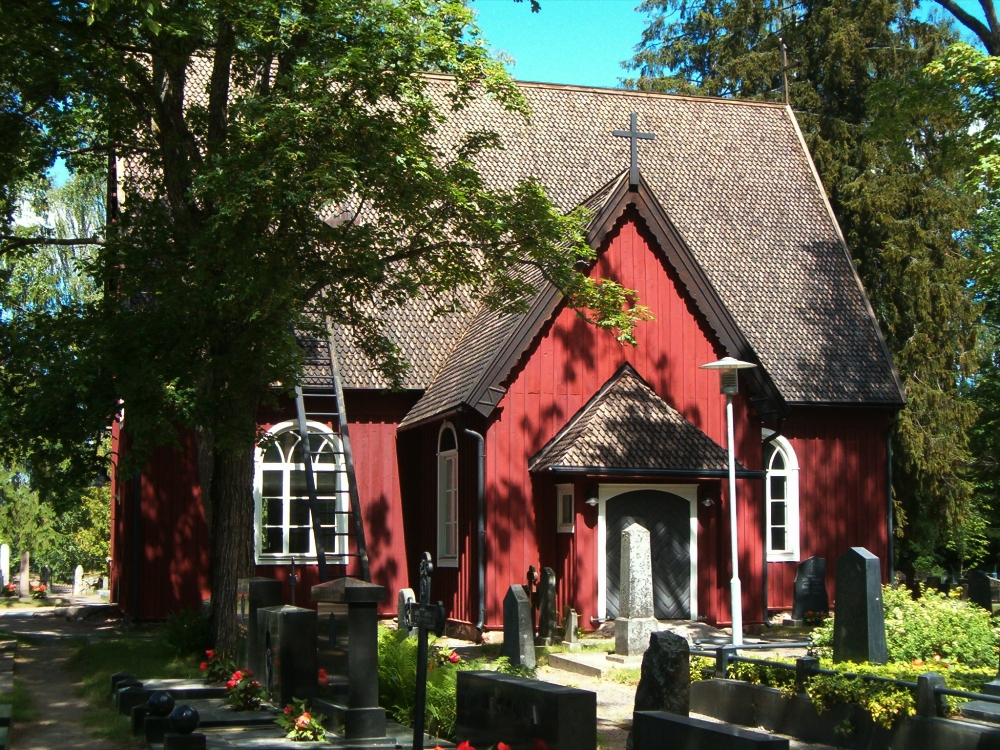
Die Holzkirche von Sammatti

Sammatti [ˈsɑmːɑtːi] ist eine ehemalige Gemeinde im Süden Finnlands. Zum Jahresbeginn 2009 wurde sie in die Stadt Lohja eingemeindet.
Sammatti liegt im Westen der Landschaft Uusimaa rund 65 Kilometer nordwestlich der Hauptstadt Helsinki. Das ehemalige Gemeindegebiet von Sammatti ist ländlich geprägt und hat eine Fläche von 85,06 km² (davon 13,05 km² Binnengewässer). Einziges Siedlungszentrum (taajama) von Sammatti ist das gleichnamige Kirchdorf, in dem 872 Menschen leben (Stand: 31. Dezember 2011). Außer dem Kirchdorf gehörten zu der Gemeinde die Dörfer Haarijärvi, Karstu, Kaukola, Kiikala, Leikkilä, Lohilampi, Luskala, Myllykylä und Niemenkylä. Die Einwohnerzahl der Gemeinde Sammatti betrug zuletzt 1.365.
Die erste urkundliche Erwähnung von Sammatti stammt aus dem Jahr 1406. 1591 wurde Sammatti zu einer eigenen Kirchengemeinde. Bekannt ist Sammatti als Geburtsort von Elias Lönnrot, dem Verfasser des finnischen Nationalepos Kalevala. Lönnrot wurde 1802 in Sammatti geboren. Nach seiner Pensionierung kehrte er 1862 nach Sammatti zurück und verbrachte dort seine Alterstage. Elias Lönnrot war seinem Geburtsort sehr verbunden und spendete Sammatti eine Bibliothek und eine Volksschule. Sein Geburtshaus ist heute neben der Holzkirche aus dem Jahr 1755 die wichtigste Sehenswürdigkeit von Sammatti.